# Jonas Ruther
Jonas Ruther (* 11. Januar 1987 in Zürich) ist ein Schweizer Jazzmusiker (Schlagzeug, Komposition).

## Leben und Wirken
Ruther wollte bereits mit sechs Jahren Schlagzeug spielen, war aber noch zu klein. Er begann daher zunächst als Trommler in der Tambourenschule der Knabenmusik der Stadt Zürich. Als Gymnasiast erhielt er Schlagzeug-Unterricht. Als sein Vater ihm ein Album des McCoy Tyner Trio und ein Solo-Album von Keith Jarrett vorspielte, begann er sich für Jazz zu interessieren. Als Schüler verbrachte er ein Austauschjahr in den USA, wo er in der Drumline einer Marching Band in Tyler (Texas) spielte und einen Preis erhielt. Von 2007 bis 2010 studierte er Schlagzeug an der Hochschule Luzern bei Norbert Pfammatter, Marc Halbheer und Kaspar Rast, um dann privaten Unterricht bei Nasheet Waits in New York zu nehmen. Zwischen 2011 und 2013 absolvierte er den Masterstudiengang Jazz Performance in Luzern bei Norbert Pfammatter und Gerry Hemingway, um dann 2015 einen Abschluss in Musikpädagogik und Komposition an der Zürcher Hochschule der Künste zu machen.
Ruther spielte zunächst im Trio FrancePorter mit Francis Lehmann und Raphael Walser (Dauermarsch, Unit Records). 2013 bildete er mit Matthias Spillmann und Luzius Schuller das Trio Woodlander; auch gehörte er zum Lucerne Jazz Orchestra (Oak Tree, Ace of My Heart) und zur Roberto Bossard New Group. Mit dem Pianisten Lucca Fries bildete er das Duo Hely, das mehrere Alben veröffentlichte und 2021 beim Montreux Jazz Festival auftrat. Linda Sikhakhane beteiligte ihn 2022 an seinem Album Isambulo. Weiter arbeitete er mit Loren Stillman, Nils Wogram, Hayden Chisholm, Nat Su, Hans Feigenwinter, Nduduzo Makhathini,
Lucia Cadotsch, Colin Vallon und Bänz Oester. Zudem ist er auf Aufnahmen von Raphael Jost Standards Trio, Raphael Walsers Gangart, dem Simon Spiess Trio, Bill Carrothers, Sniff und Straymonk zu hören.

## Diskographische Hinweise
- No Flores: Let Them Come (Wide Ear Records 2014, mit Tobias Meier, Dave Gisler)
- Hely: Jangal (Traumton Records 2016)
- Woodlander Calvins Tobogan (QFTF 2017)
- Hely: Borderland (Ronin Rhythm Records 2018)
- The Jazz Trio: Autumn Leaves (Bandcamp 2020, mit Florian Egli, Raphael Walser)